# Gale Henry

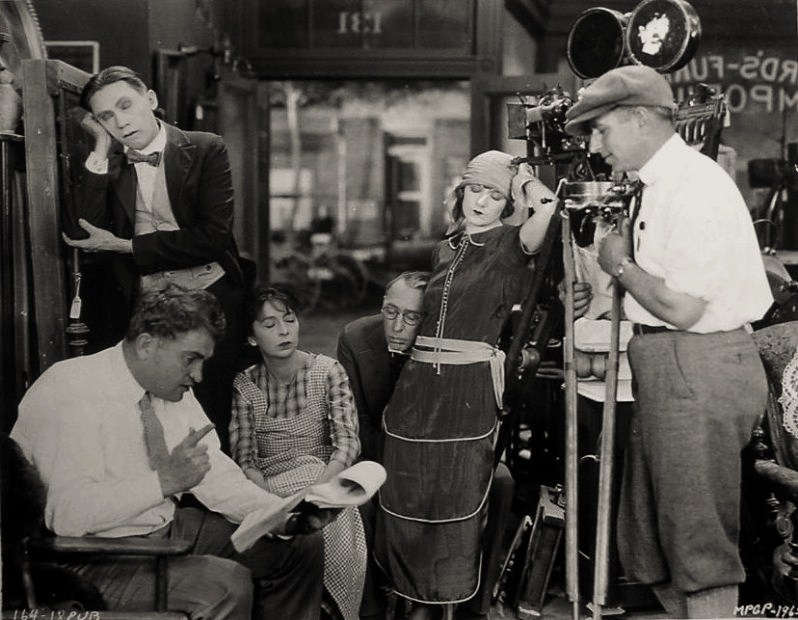
Victor Potel (izq., de pie) en el rodaje de Along Came Ruth (1924) junto al director Edward F. Cline y los actores Gale Henry, Tully Marshall, Viola Dana y el director de fotografía John Arnold

Gale Henry (15 de abril de 1893 - 17 de junio de 1972) fue una actriz cinematográfica estadounidense, activa en la época del cine mudo. Considerada como una de las primeras comediantes cinematográficas estadounidenses, era conocida como “the elongated comedienne” (“la comediante alargada”), llegándose a sugerir que sirvió como modelo para el personaje acompañante de Popeye Olivia Olivo. Además de actriz, Gale fue también guionista de varios de sus filmes. En total, participó en 238 producciones entre 1914 y 1933.

## Biografía
Nacida en Bear Valley, California, su verdadero nombre era Gale Trowbridge. En 1911, en sus comienzos, Gale fue cantante de la Temple Opera Company, en el Century Theatre de Los Ángeles. Contratada por Joker Comedy Company, de Universal Pictures, en 1914, el primer film en el que actuó ese año fue The Midnight Alarm. Después, en los años 1914 y 1915, actuó para la compañía en una serie de cortos cómicos de 10 minutos dirigidos por Allen Curtis, actuando junto a los actores Louise Fazenda, Billy Franey y Augustus Carney. En 1915 actuó en un serial formado por varios cortos cómicos para la compañía del productor independiente Pat Powers, Powers Picture Plays, y que se tituló Lady Baffles and Detective Duck (1915). En 1916 y 1917 siguió trabajando para Universal, y a partir de 1918 actuó también en comedias de Nestor Film Company. 
En 1918 dejó Universal, formando la Model Comedy Company, con comedias dirigidas por el que entonces era su marido, Bruno C. Becker, rodadas en el Santa Monica Boulevard y distribuidas por Bulls Eye Corporation. Algunas de esas películas fueron The Detectress (1919) y Her First Flame (1919). En 1920, cuando Bulls Eye quebró y pasó a formar parte de Reelcraft Pictures Corporation, Gale suspendió la serie.
A mediados de los años 1920, Gale actuaba en papeles de reparto, interpretando a solteronas, ancianas y arpías en filmes de Joe Rock y Al Christie. En esos años hizo también algunos pequeños papeles para compañías como MGM (Held to Answer, 1923), Paramount Pictures (Open All Night, 1924), y Universal (The Wild West Show, 1928, con Hoot Gibson). A finales de la década inició un período de éxito actuando en películas de Charley Chase dirigidas por Hal Roach, destacando de entre ellas His Wooden Wedding (1925) y Mighty Like a Moose (1926). Otro papel notable fue el que interpretó en Merton of the Movies (1924). 
No existen muchos detalles sobre su vida personal pero, cuando Becker falleció en 1926, Gale se casó con un adiestrador de animales, Henry East, que había trabajado para MGM. Por ello otra actividad además de la artística, la de coproprietaria de las perreras East. Gale Henry y Henry East, iniciaron una actividad como entrenadores de perros para películas. Repartidas en dos acres en las cercanías de Hollywood, las perreras East entrenaron a los perros más famosos del cine, entre ellos Skippy, un terrier nacido en 1931 que con el nombre de Asta aparecía en La cena de los acusados (1934) y en sus secuelas.
Con la llegada del cine sonoro, Gale interpretó todavía algunos pequeños papeles, siendo su última película Luncheon at Twelve (1933), una comedia protagonizada por Charley Chase.
Gale Henry falleció en 1972 en Palmdale, California, a causa de una neumonía. Fue enterrada en el Cementerio de Palmdale.

## Selección de su filmografía
- The Midnight Alarm (1914)
- Well! Well! (1914)
- Hubby's Cure (1915)
- Schultz's Lady Friend (1915)
- Right Off the Reel (1915)
- Her First Flame (1919)
- Lady Baffles and Detective Duck (1915)
- Lemonade Aids Cupid (1916)
- Love in Suspense (1917)
- Cave Man Stuff (1918)
- The Wild Woman (1919)
- Her First Flame (1920)
- The Hunch (1921)
- Quincy Adams Sawyer (1922)
- Held to Answer (1923)
- Along Came Ruth (1924)
- Merton of the Movies (1924)
- Open All Night (1924)
- Youth's Gamble (1925)
- His Wooden Wedding (1925)[7]
- Declassee (1925)
- Mighty Like a Moose (1926)
- Two-Time Mama (1927)
- Love 'em and Weep (1927)[8]
- The Wild West Show (1928)
- Darkened Rooms (1929)
- Skip the Maloo! (1931)
- Mr. Bride (1932)
- Luncheon at Twelve (1933)